# 도요타시 미술관
도요타시 미술관(豊田市美術館 도요타시비주쓰칸[*])은 일본 아이치현 도요타시에 있는 미술관이다. 2024년 4월 26일에는 인접지에 도요타시 박물관이 개관했다. 도요타시 미술관과 도요타시 박물관의 정원 설계는 모두 피터 워커가 하였다.